# Imperatrice Kōjun
Imperatrice Kojun  (香淳皇后?, kōjun kōgō), nata Principessa Nagako Kuni (良子女王?, Kuni Nagako joō) (Tokyo, 6 marzo 1903 – Tokyo, 16 giugno 2000) è stata imperatrice consorte dell'imperatore del Giappone Hirohito e madre dell'imperatore Akihito.

## Biografia
Figlia maggiore del principe Kuni Kuniyoshi (1873-1929), imparentato con la famiglia imperiale, e di Chikako Shimazu (1879-1956), il 26 gennaio 1924 sposò Hirohito, primo figlio dell'imperatore Taishō e suo erede al trono. Alla morte di Taishō, con l'ascesa al trono di Hirohito, divenne imperatrice consorte del Giappone.
I coniugi imperiali ebbero due figli e cinque figlie:
- Shigeko, Principessa Teru (1925-1961);
- Sachiko, Principessa Hisa (1927-1928);
- Kazuko, Principessa Taka (1929-1989);
- Atsuko, Principessa Yori (1931);
- Akihito, Imperatore del Giappone (1933);
- Masahito, Principe Hitachi (1935);
- Takako, Principessa Suga (1939).

## Galleria d'immagini

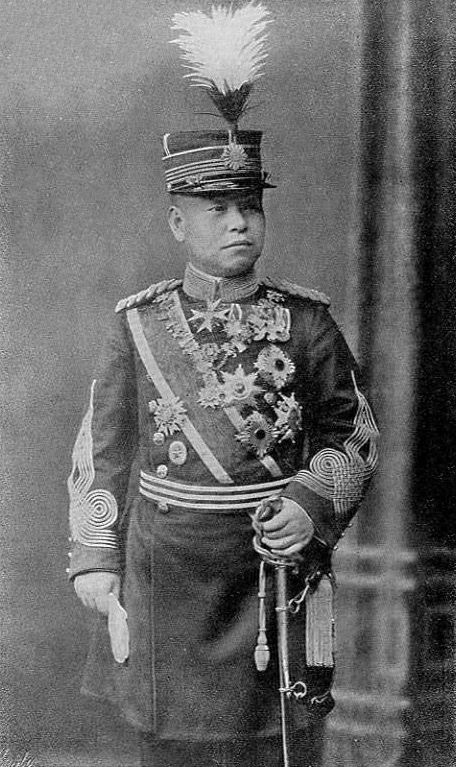
Il principe Kuniyoshi Kuni, padre di Kōjun
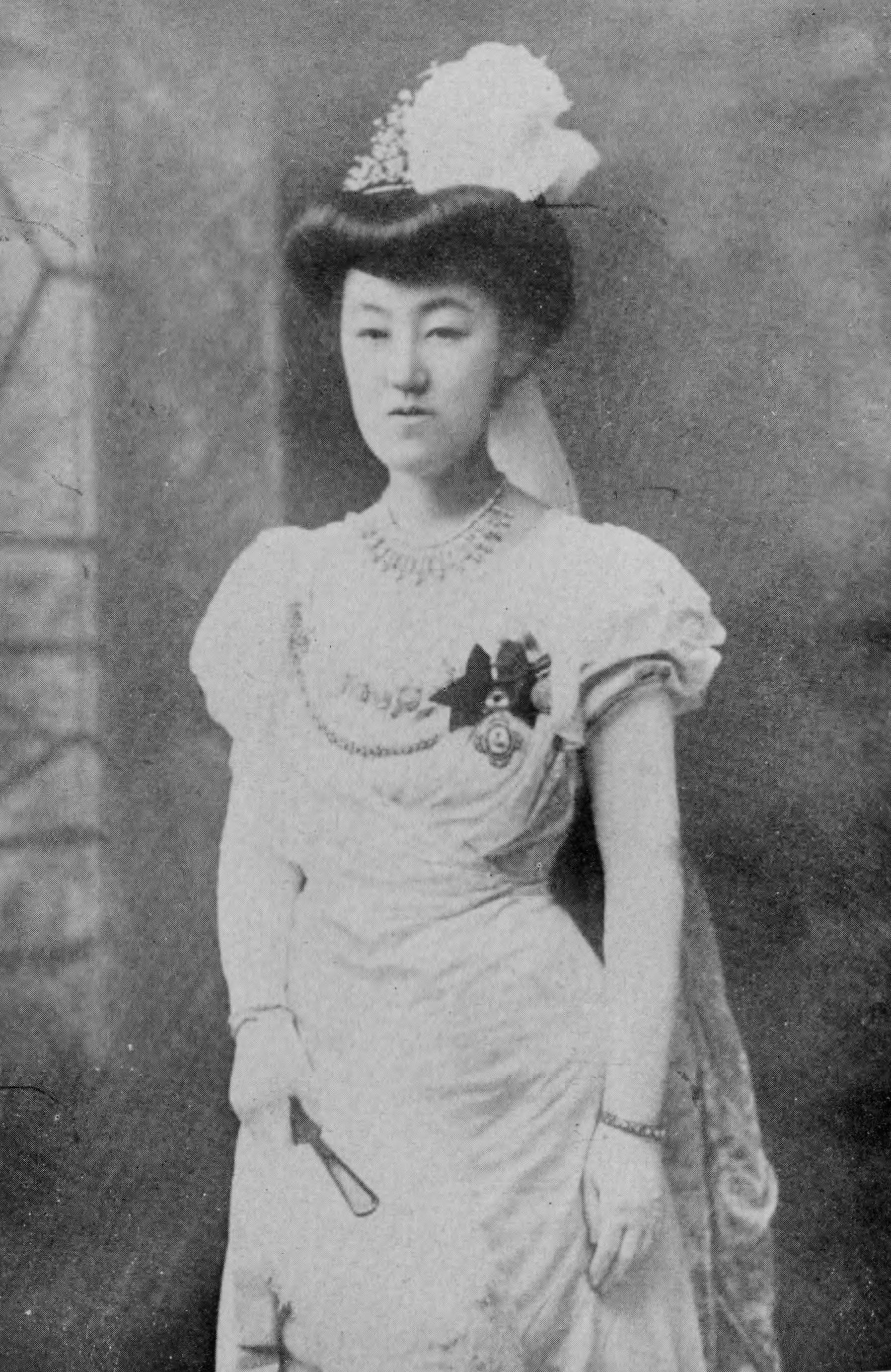
La principessa Chikako Kuni, madre di Kōjun
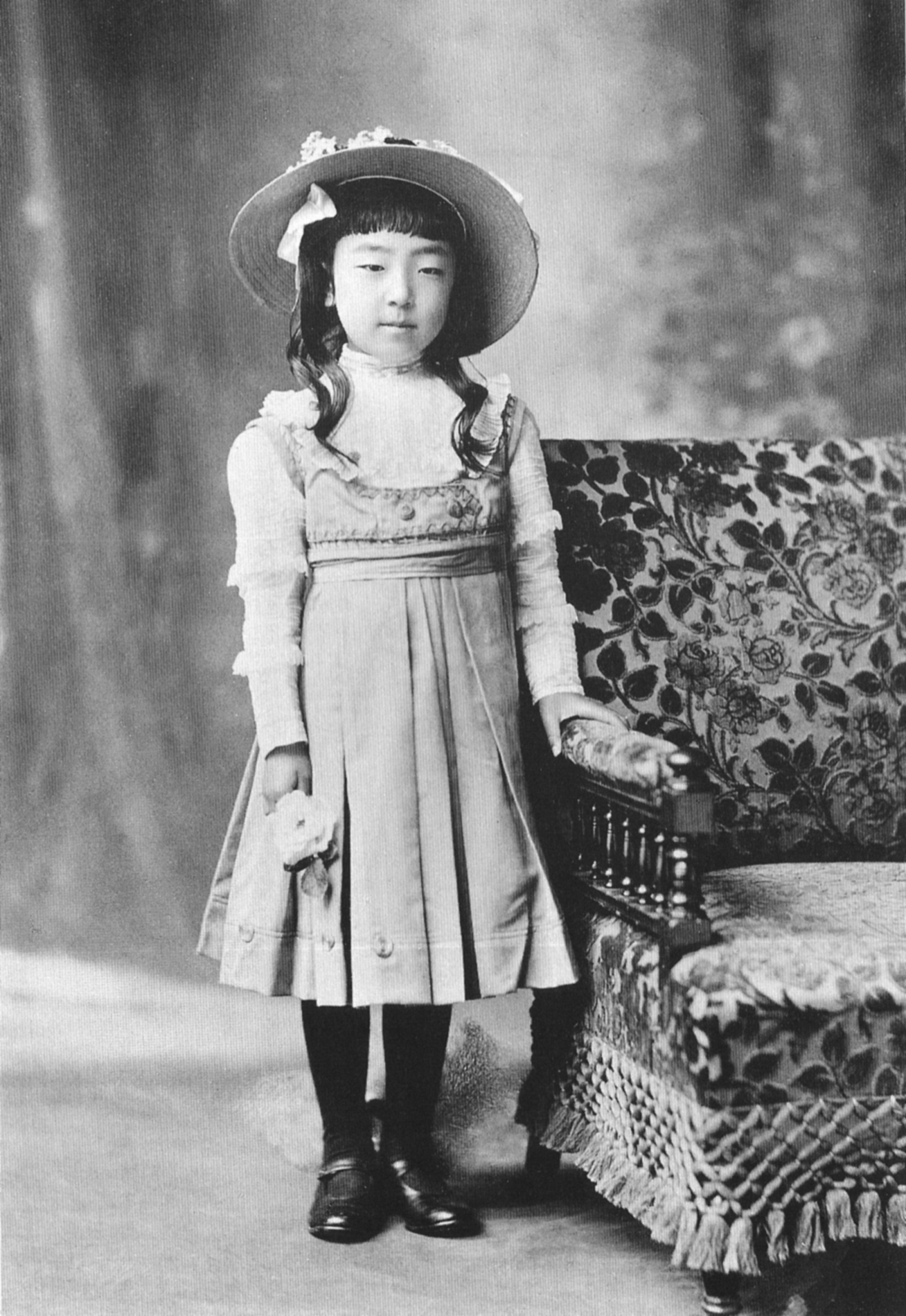
La principessa Nagako Kuni nel 1910
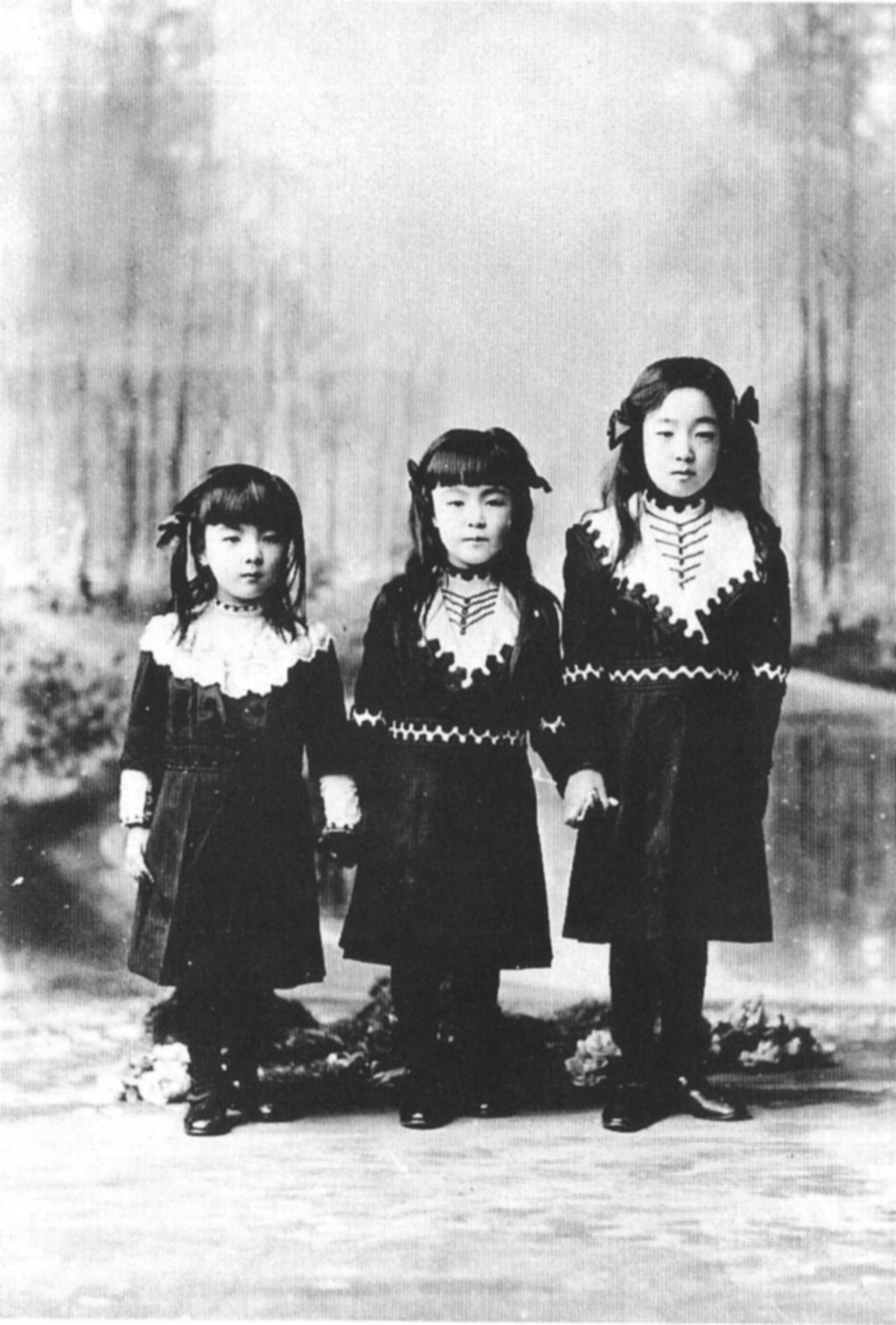
Da sinistra a destra: la principessa Satoko, la principessa Nobuko e la principessa Nagako nel 1912
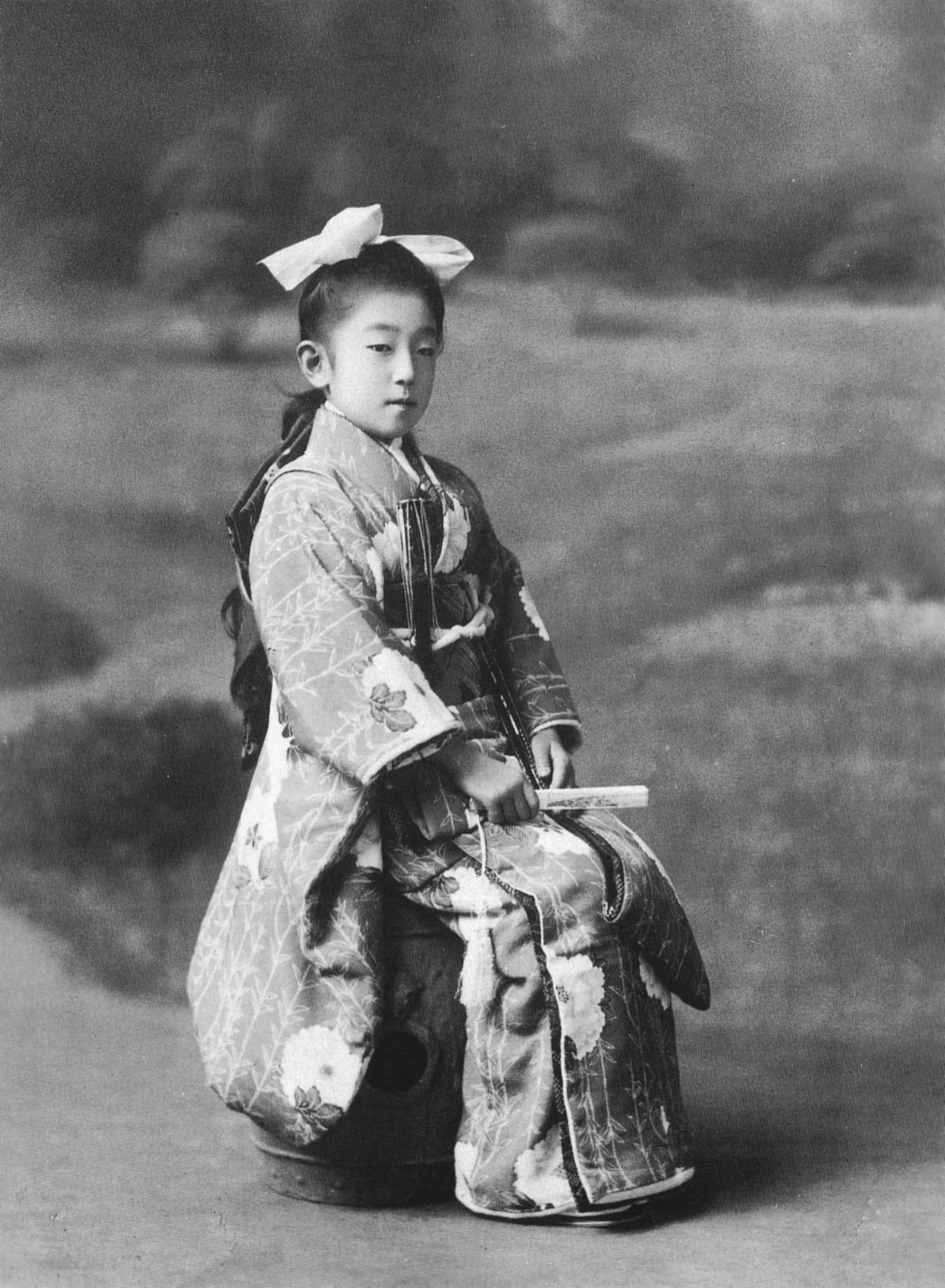
La principessa Nagako nel 1912
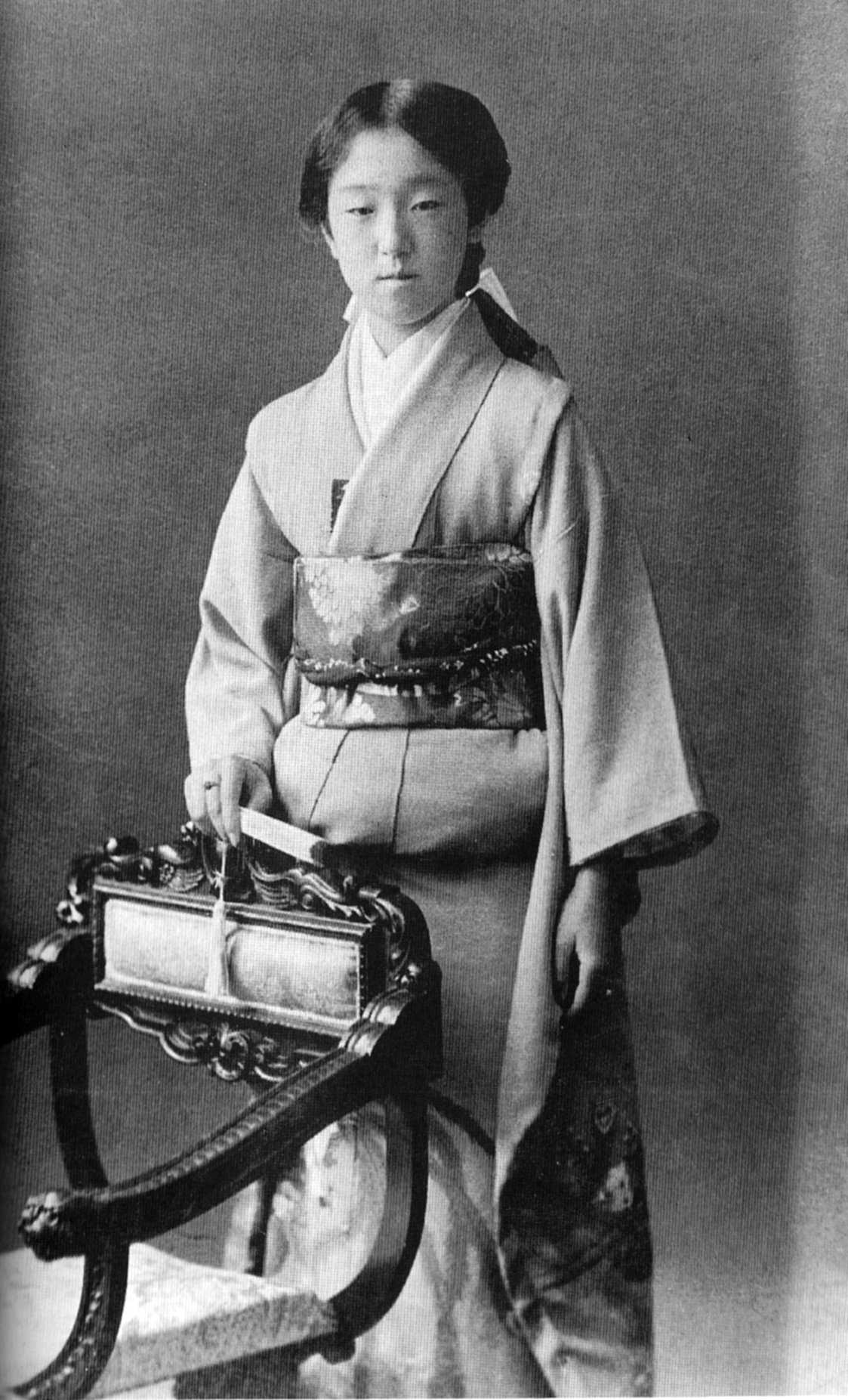
La principessa Nagako nel 1918
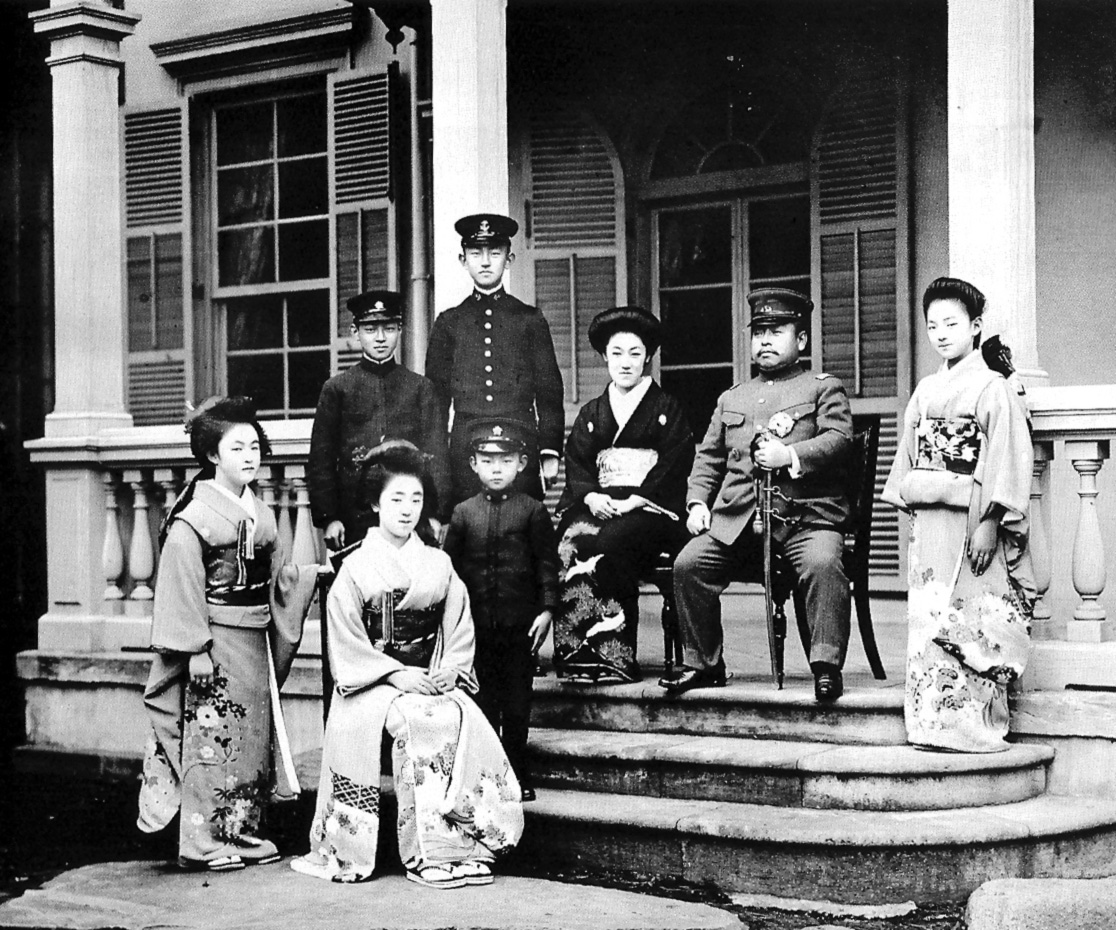
La principessa con la sua famiglia nel 1920
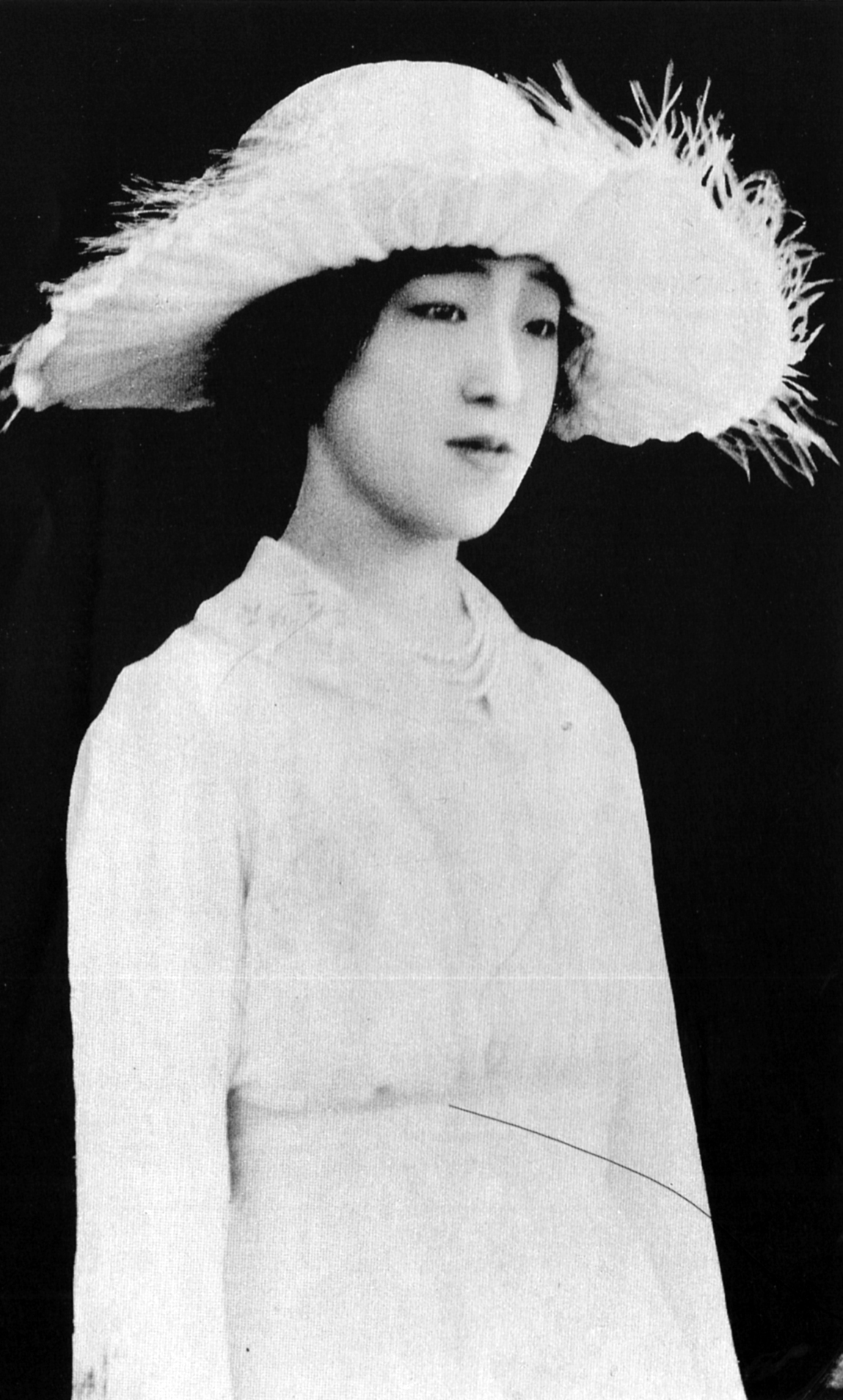
La principessa Nagako nel 1922
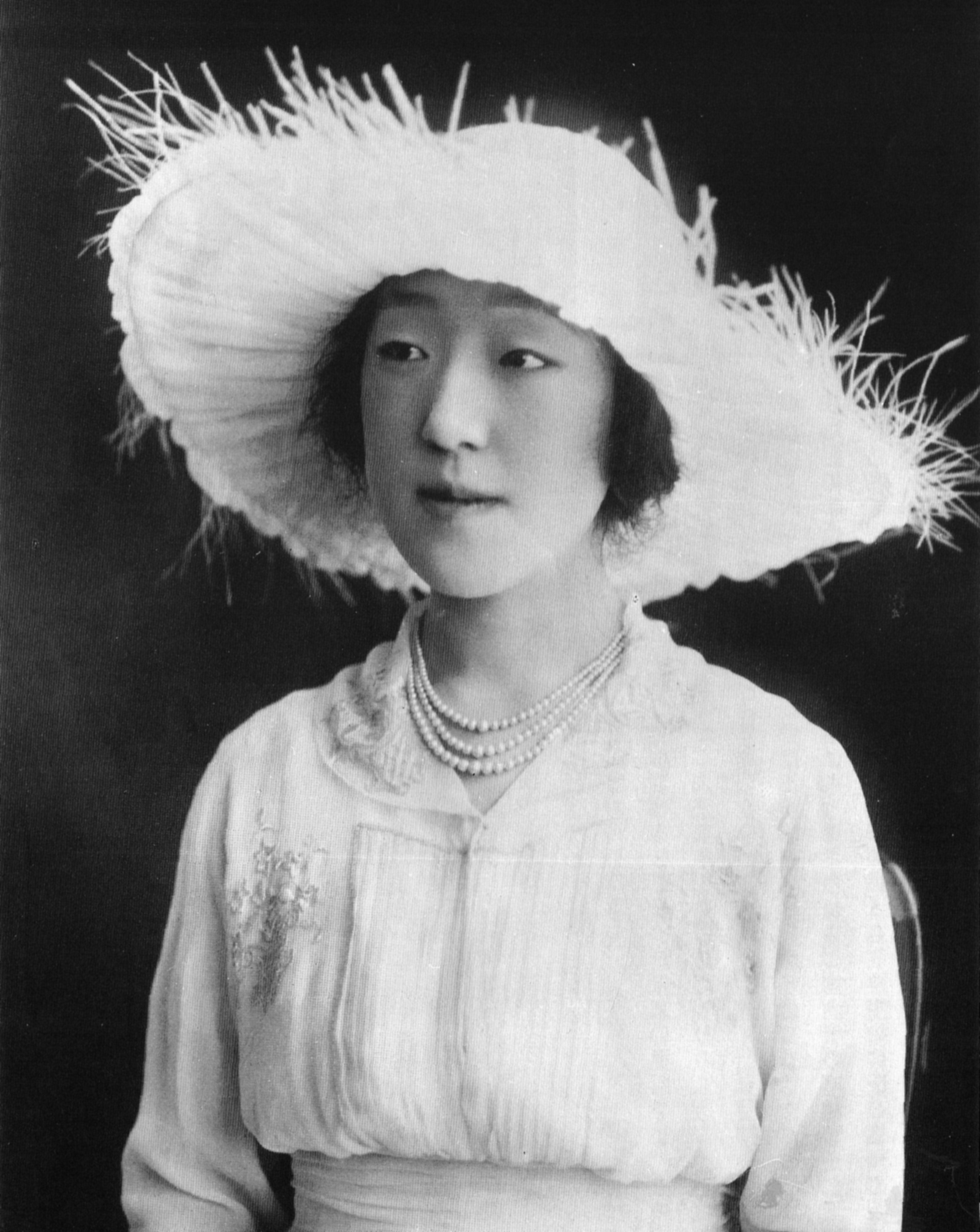
La principessa Nagako nel 1922
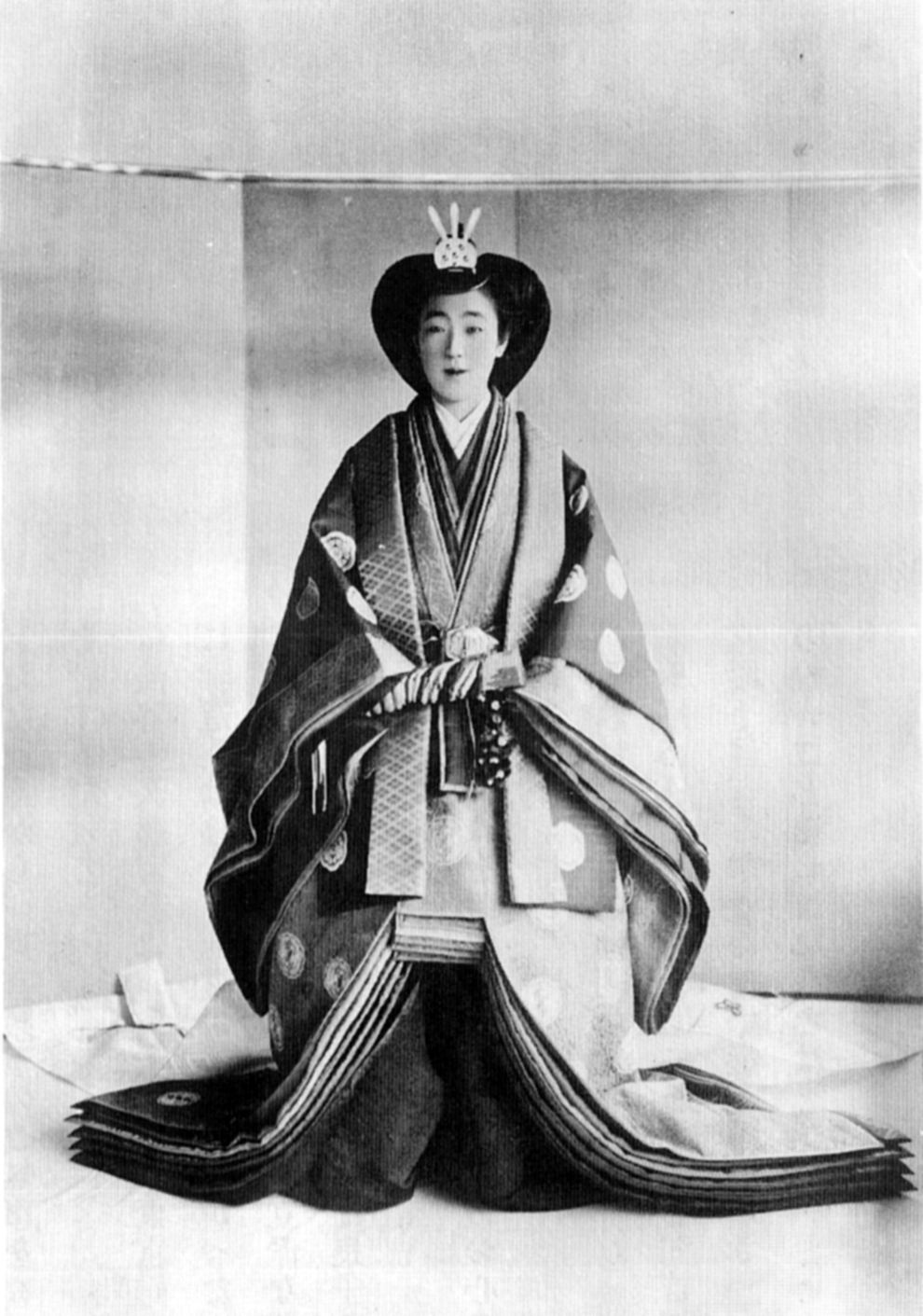
La principessa durante la cerimonia del fidanzamento con Hirohito nel 1924
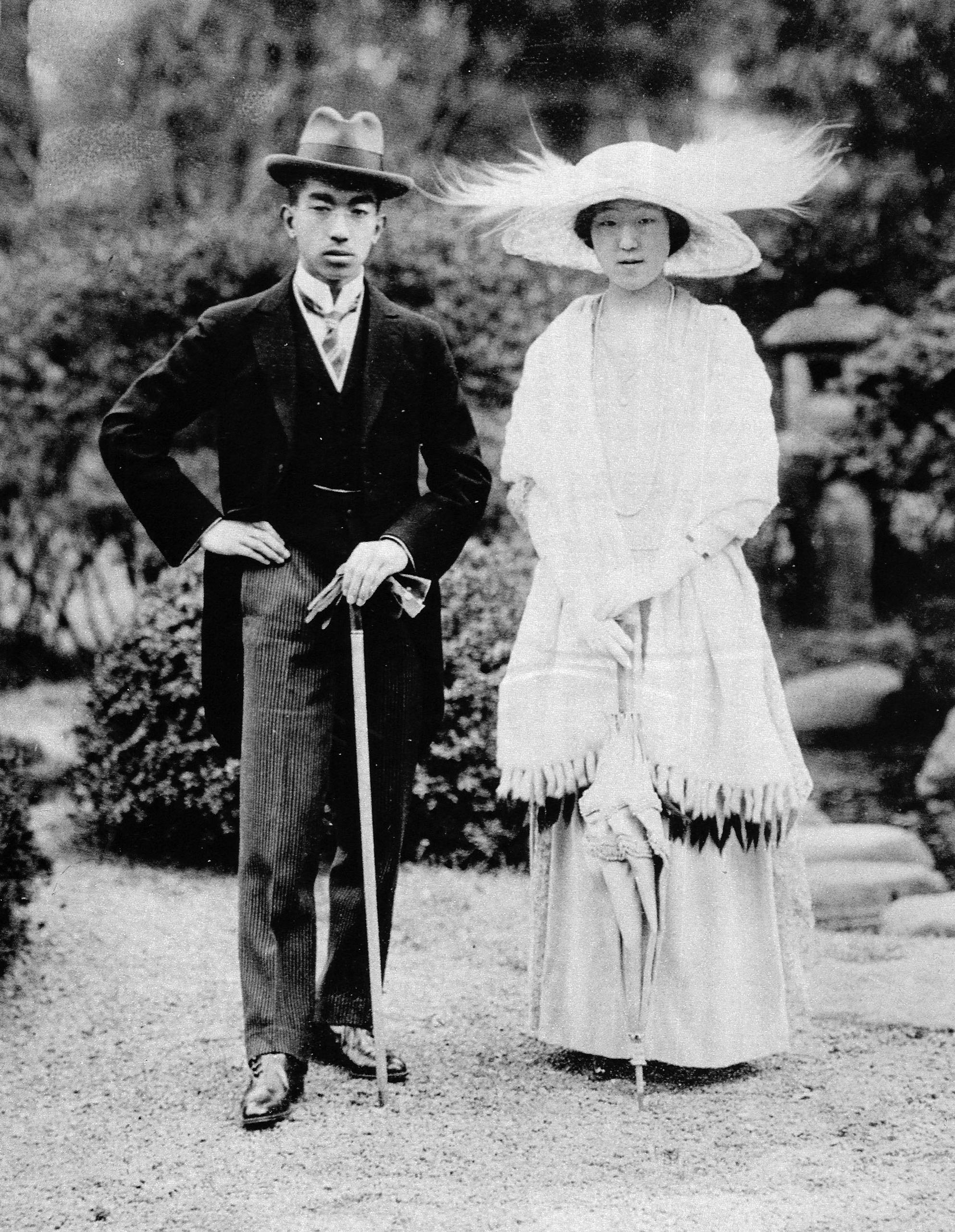
Hirohito e Nagako, durante un appuntamento il 26 gennaio 1924
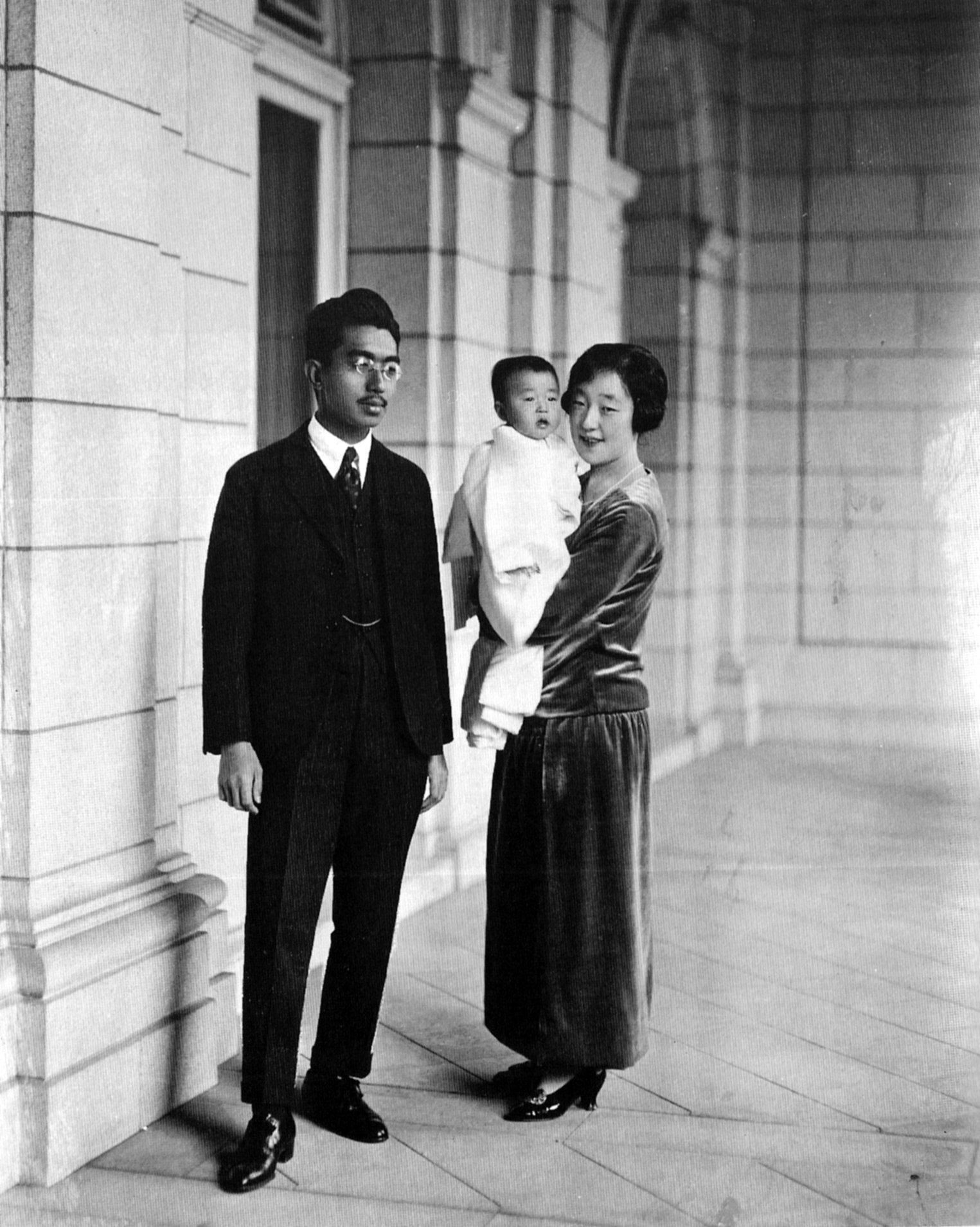
Nagako e Hirohito con la loro prima figlia, la principessa Shigeko
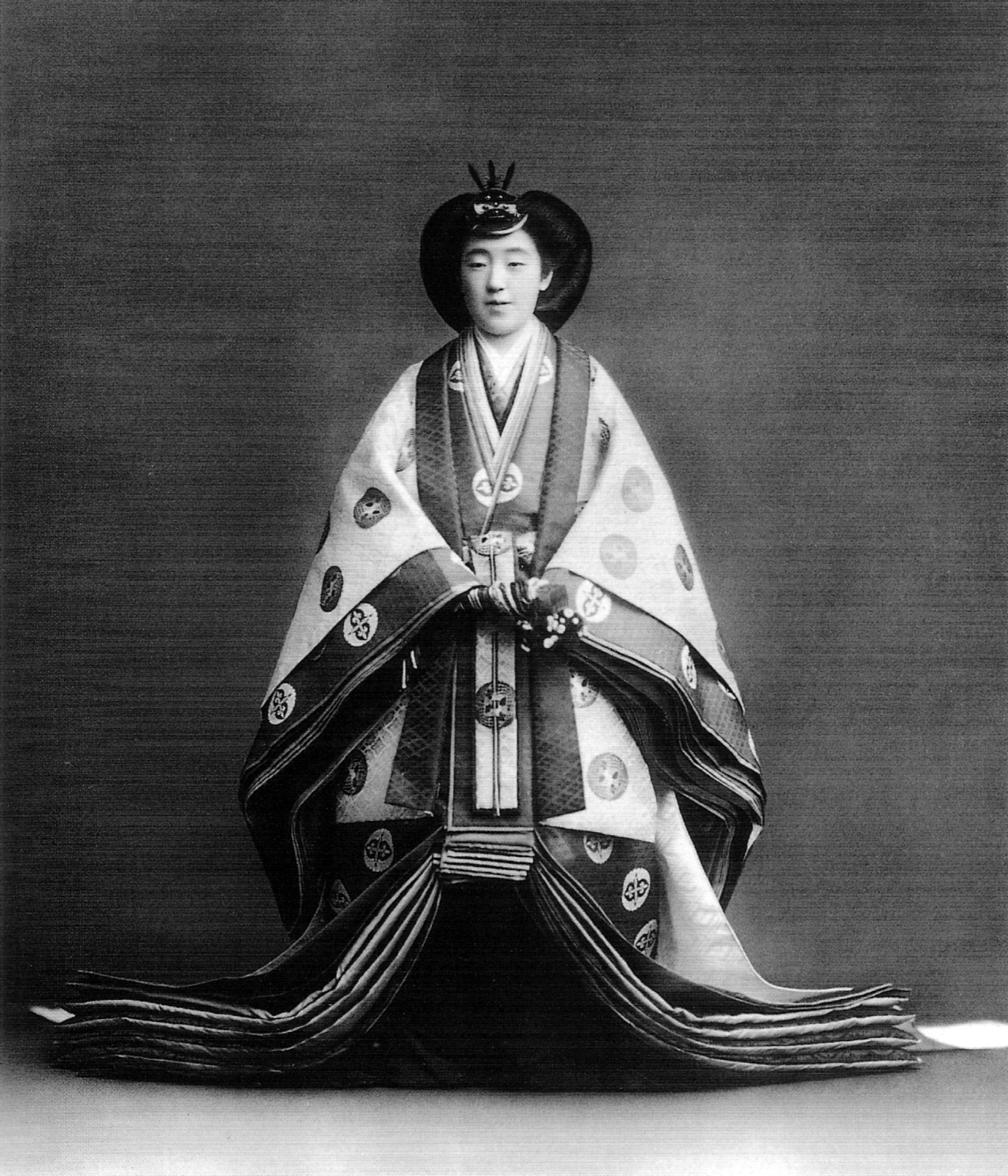
La principessa Nagako nel 1926.
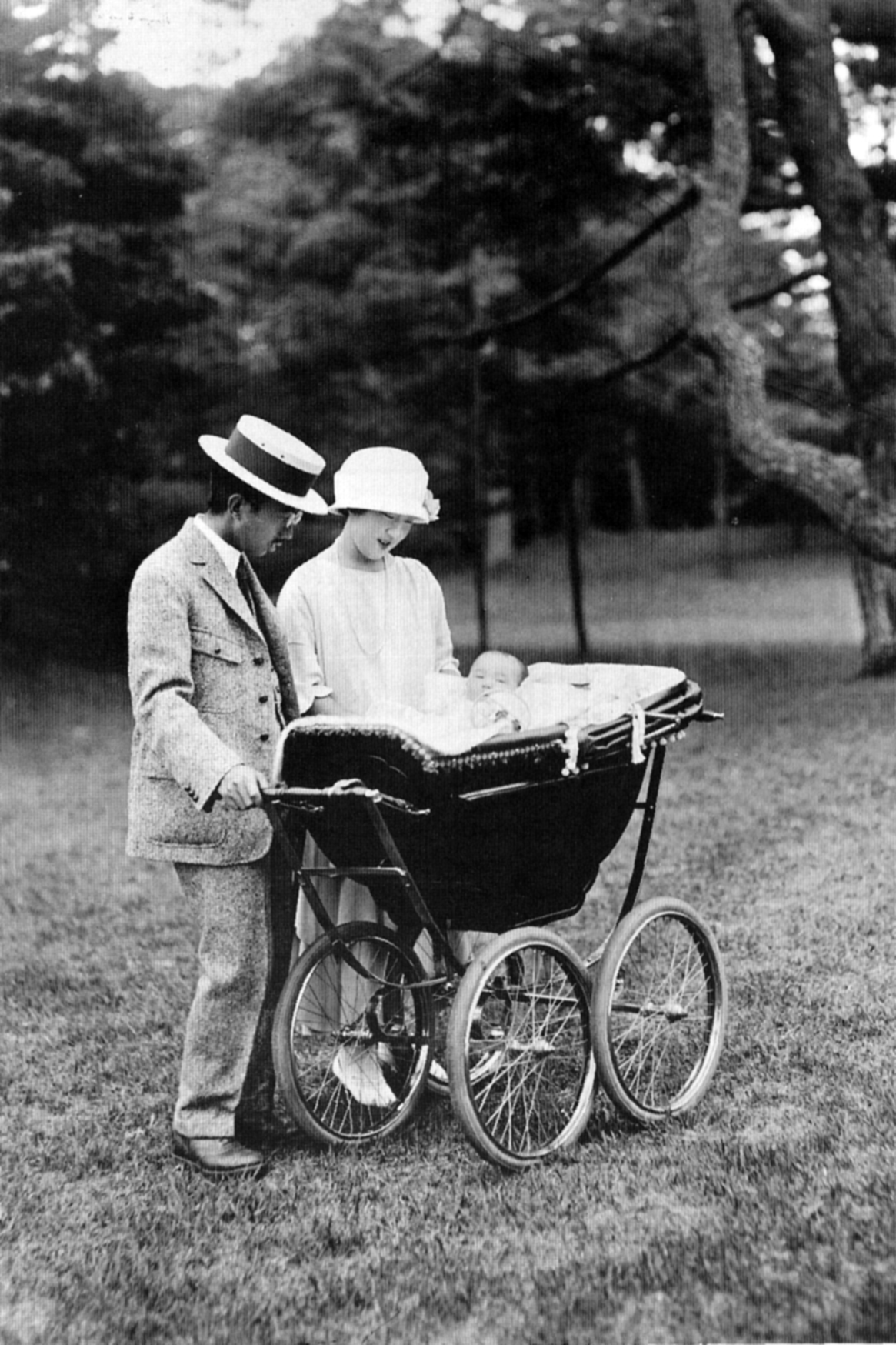
Hirohito, Nagako e Shigeko nel 1926
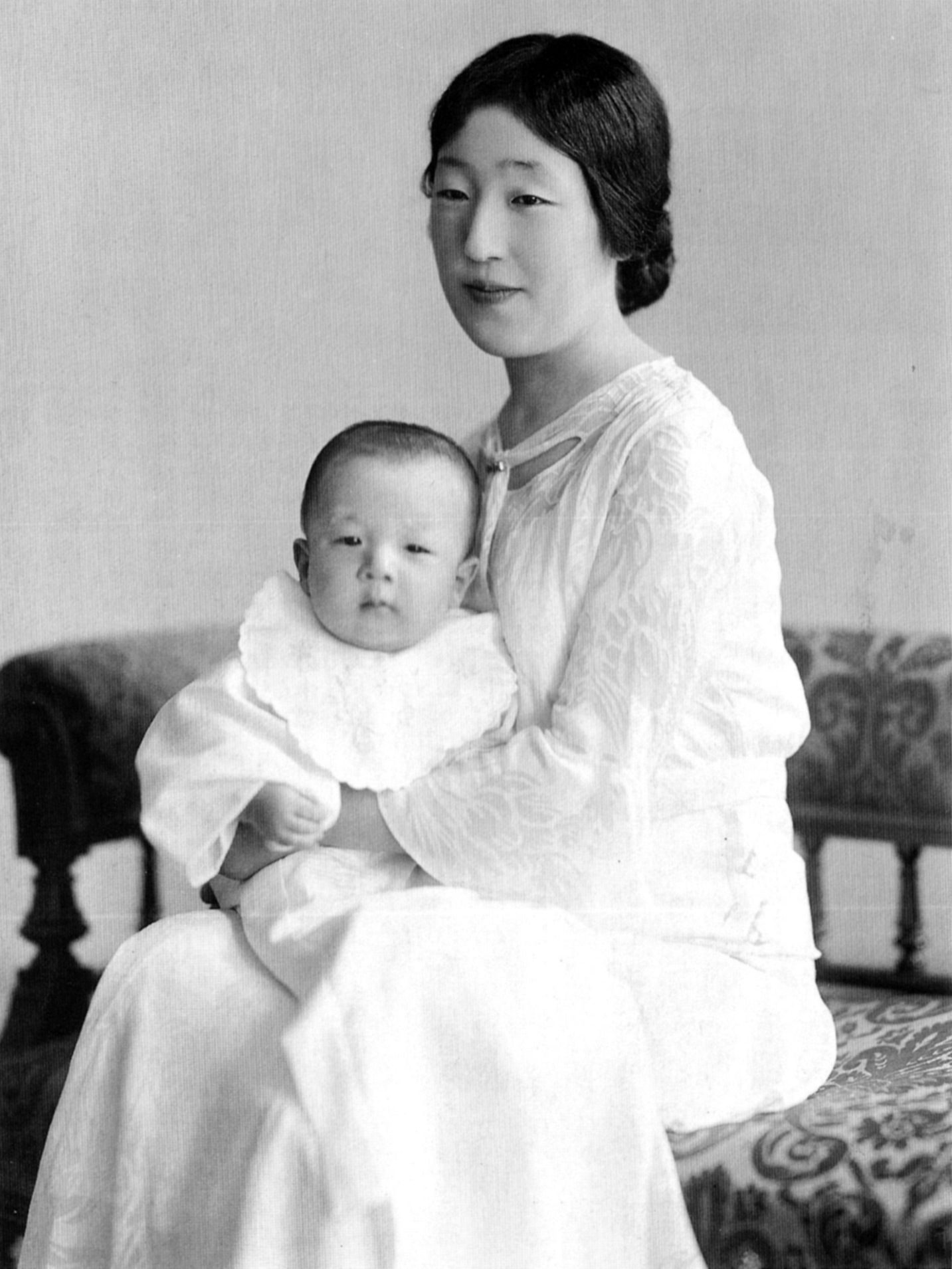
L'imperatrice Kōjun con il primo figlio, Akihito, nel 1934
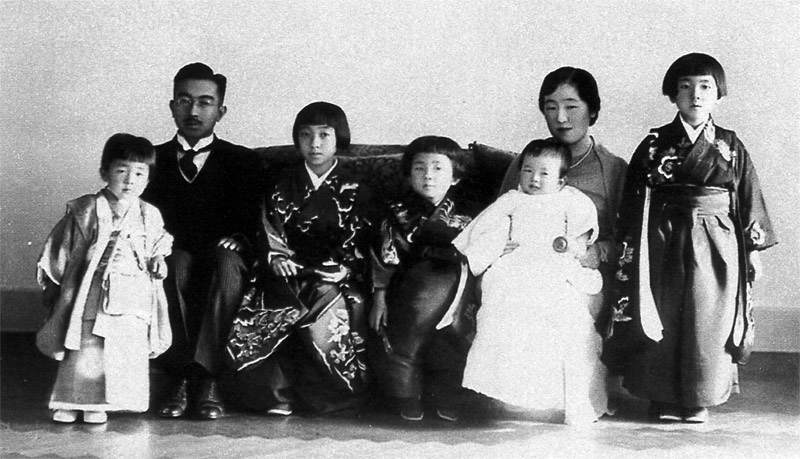
La famiglia Imperiale nel 1936
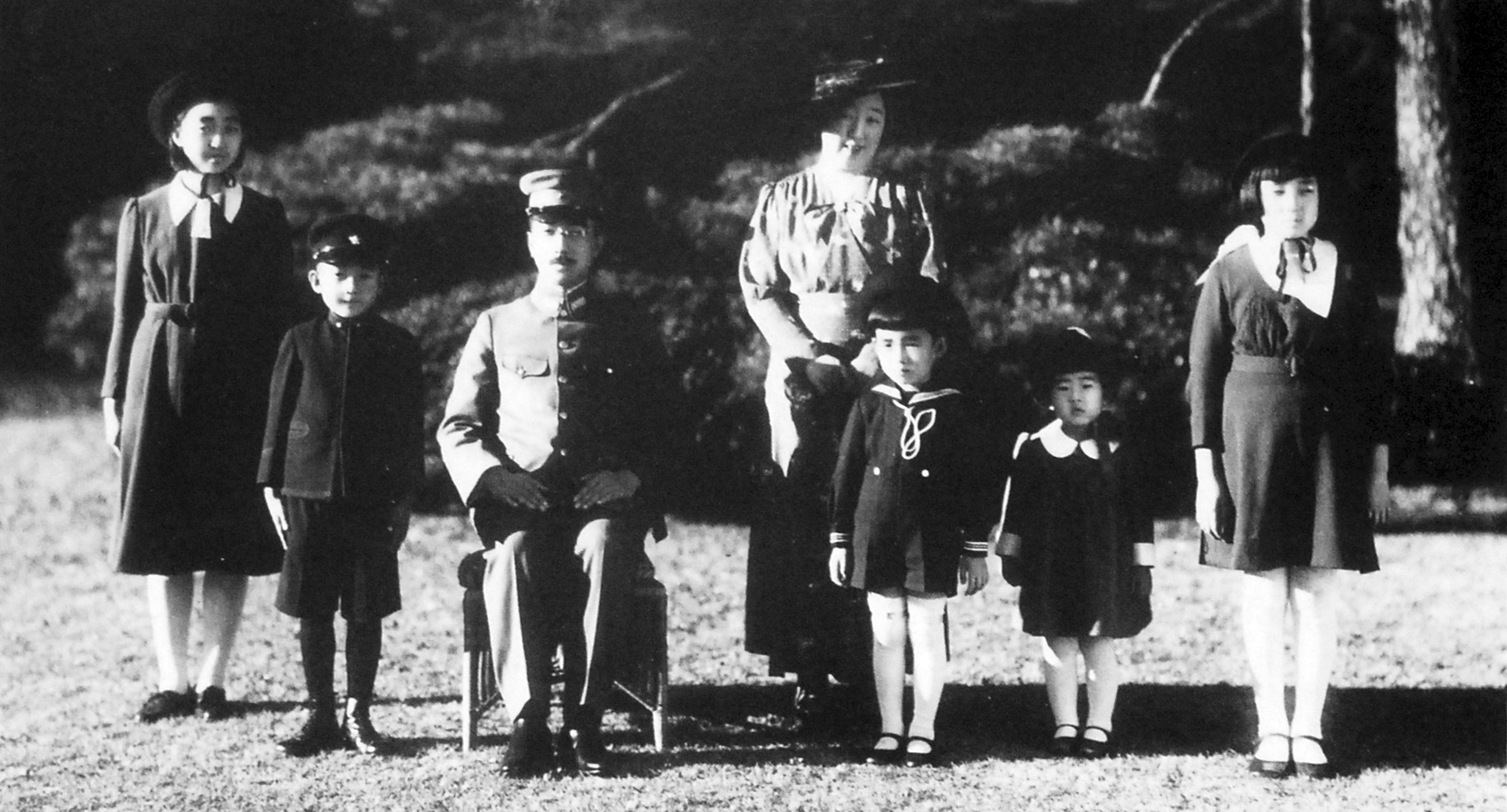
L'imperatore Hirohito e l'imperatrice Kōjun con i loro figli nel 1941
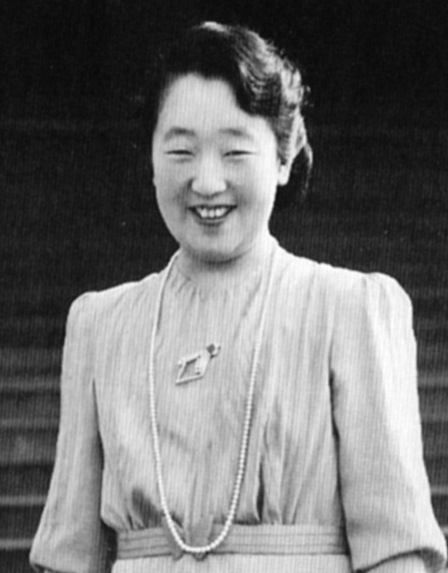
L'imperatrice nel 1941
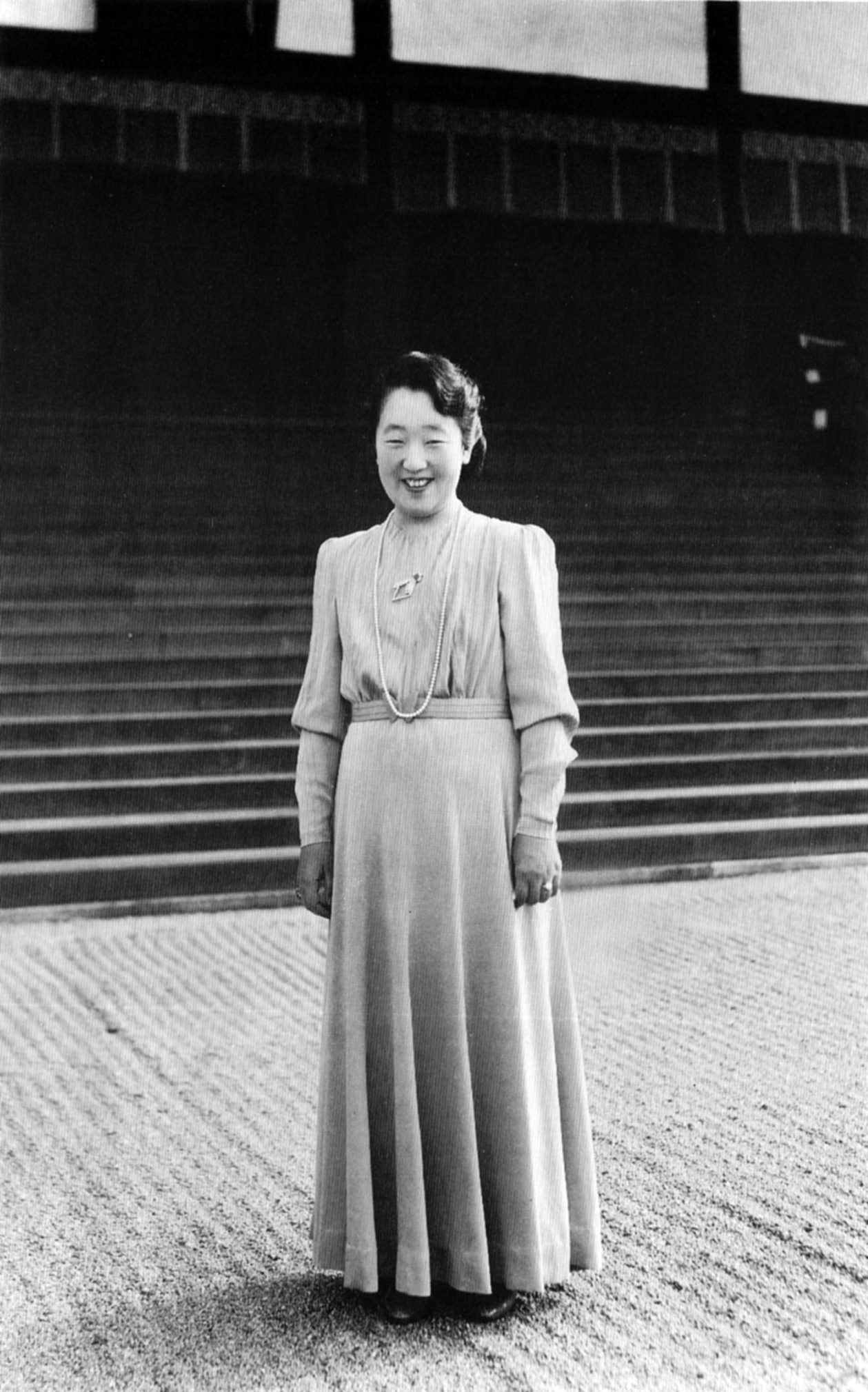
L'imperatrice nel 1941
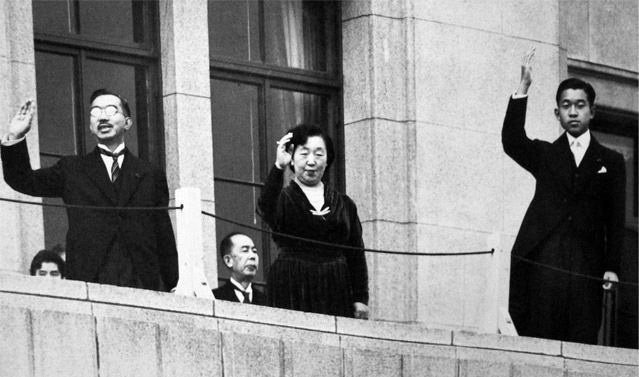
Kōjun e Hirohito durante la cerimonia d'investitura a principe ereditario del figlio Akihito il 10 novembre 1952
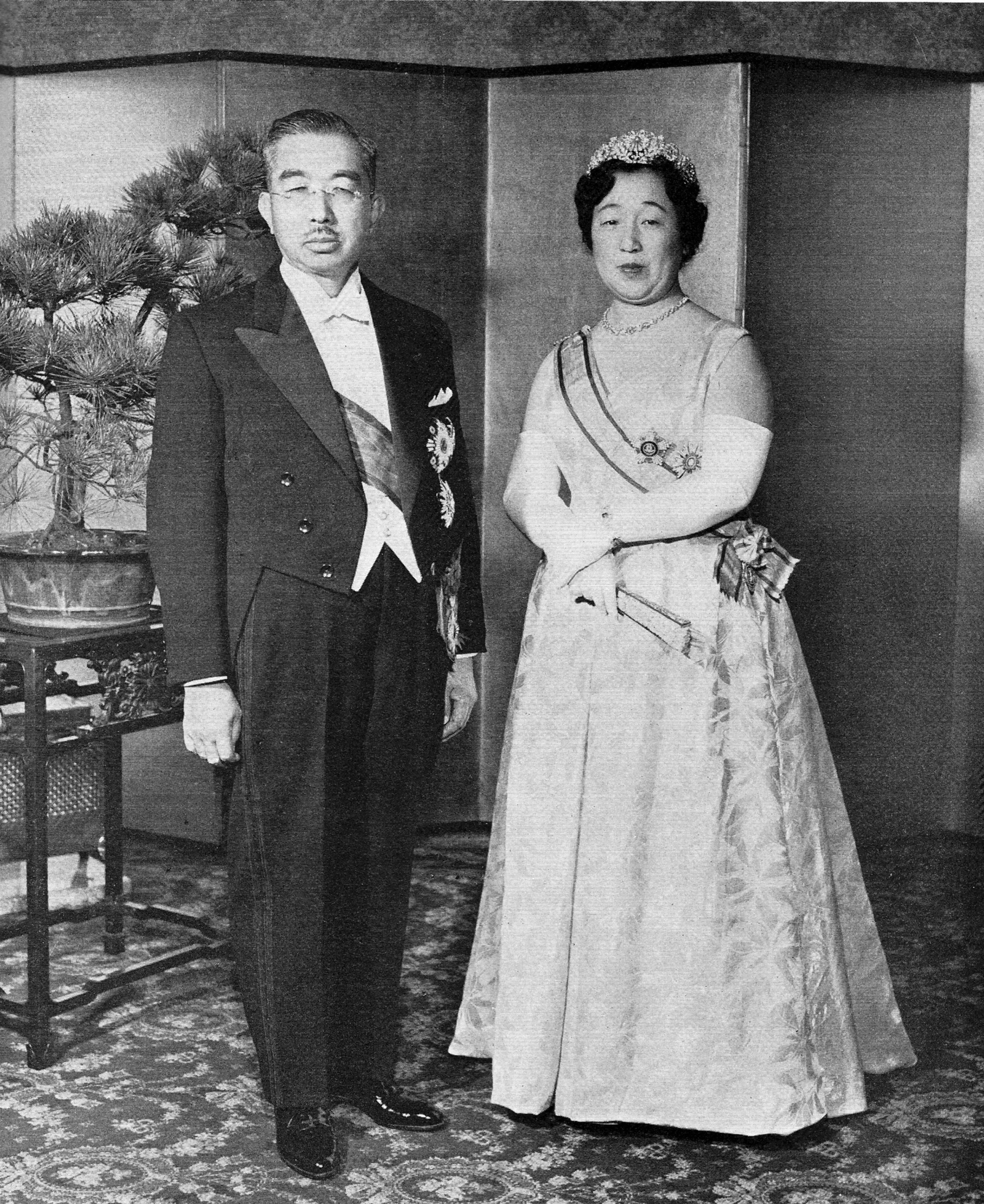
Kōjun e Hirohito nel 1956
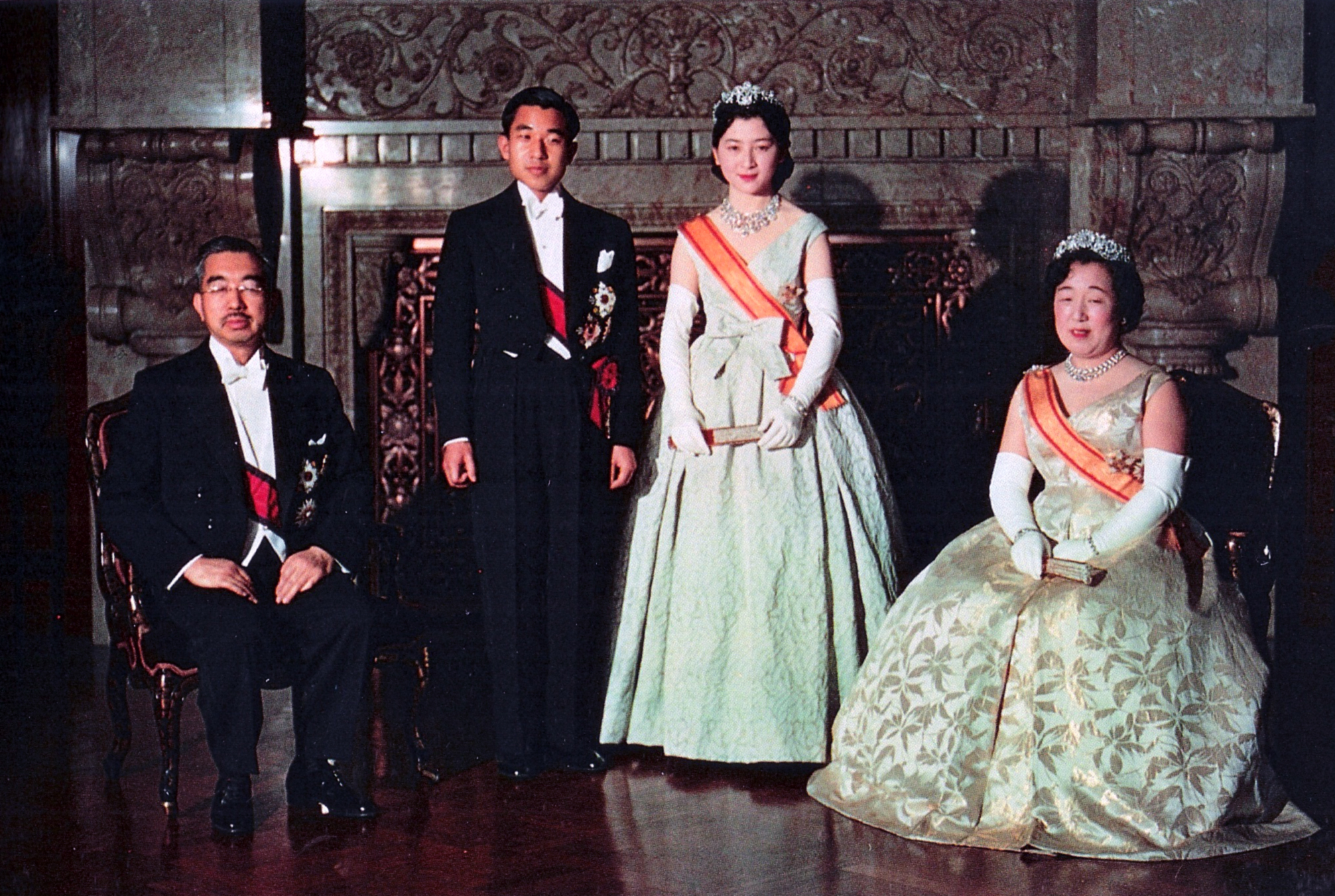
L'Imperatrice Kōjun e l'Imperatore Hirohito nel giorno del matrimonio del figlio Akihito il 10 aprile 1959
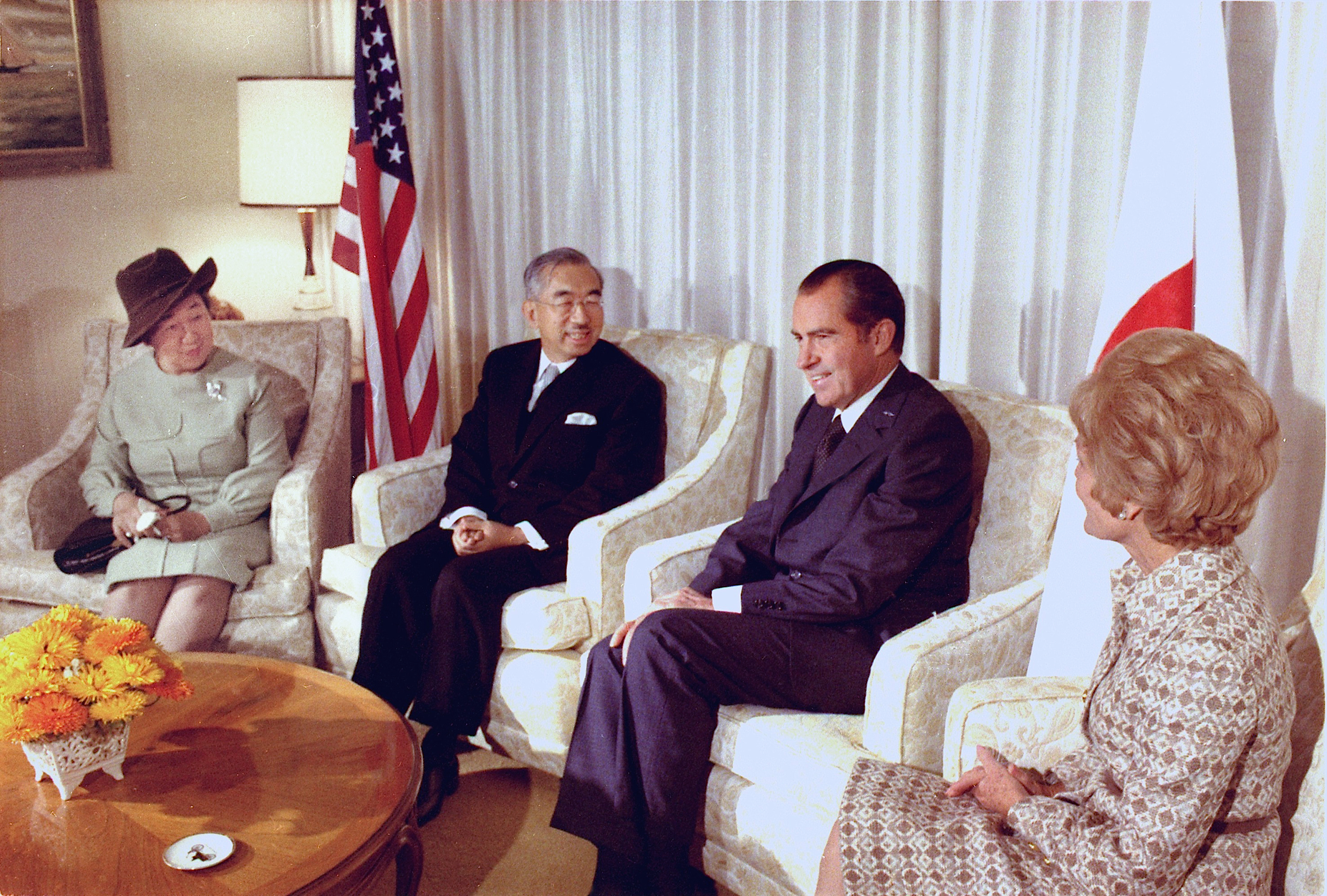
L'imperatrice e l'imperatore insieme a Richard e Pat Nixon nel 1971
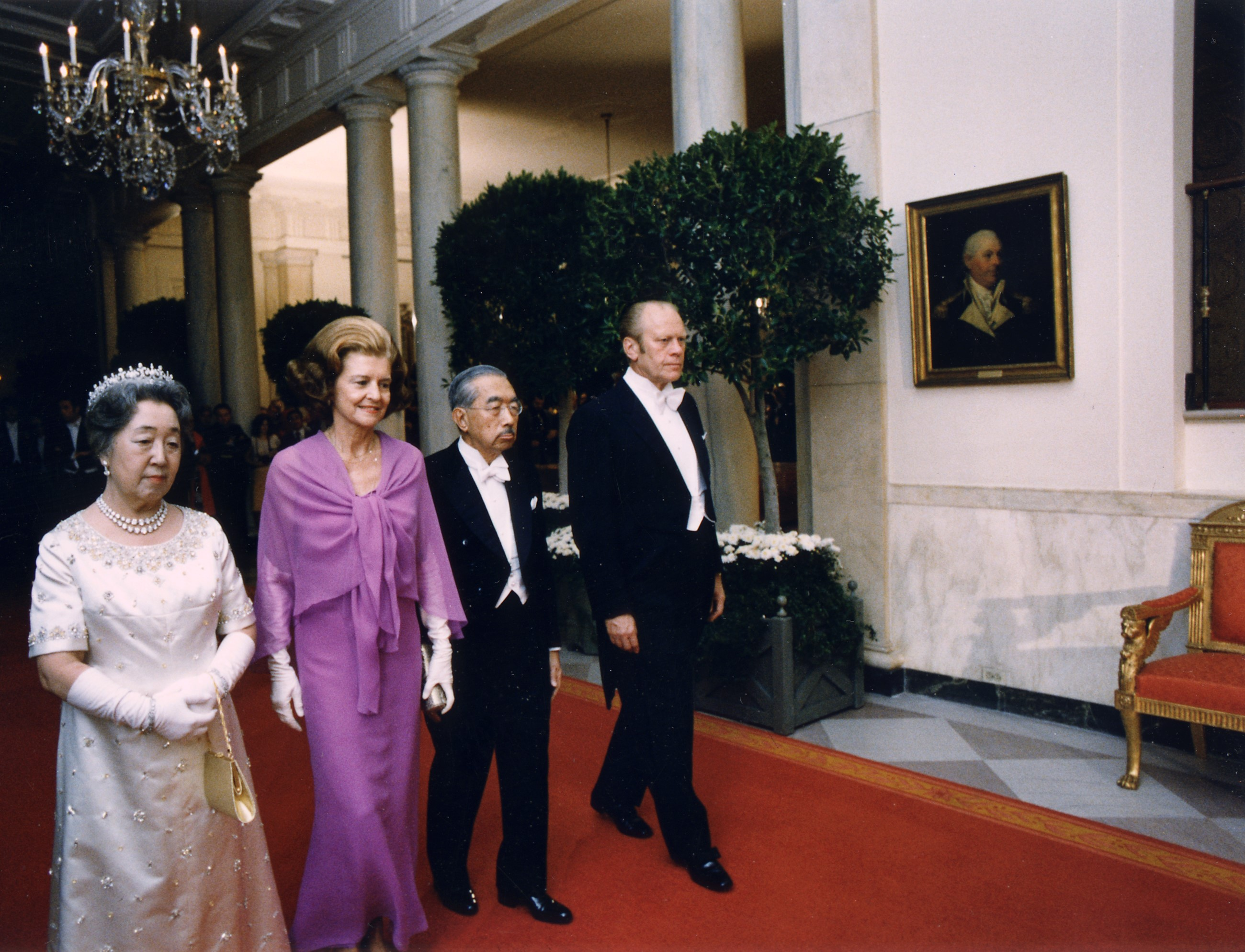
Kōjun, Betty Ford, Hirohito e Gerald Ford alla Casa Bianca nel 1975
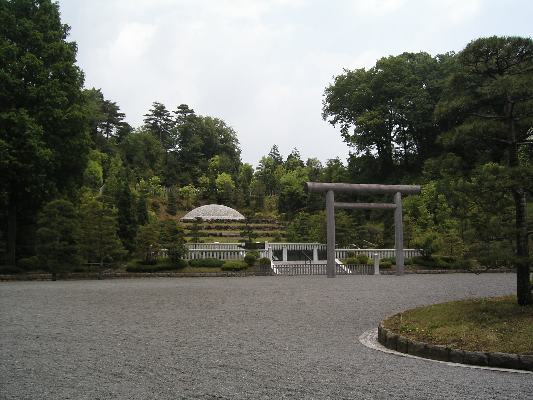
Il mausoleo dell'imperatrice nel Musashi Imperial Graveyard